# Risoni
Pour les articles homonymes, voir Langue d'oiseau.
 (juin 2013).
Si vous disposez d'ouvrages ou d'articles de référence ou si vous connaissez des sites web de qualité traitant du thème abordé ici, merci de compléter l'article en donnant les références utiles à sa vérifiabilité et en les liant à la section « Notes et références ».
Les risoni (« gros riz » en italien ; parfois francisé en « risones ») ou pépinettes, en France, également appelées orzo (« orge » en italien) ou « langue d'oiseau » sont un type de pâtes alimentaires de forme similaire à de gros grains de riz. Malgré leurs noms et formes, elles sont généralement constituées de blé.
Elles font partie de la cuisine traditionnelle de l'est de la France, de la Lorraine à la Provence, où elles prennent le nom de pépinettes ou riewele selon la région.
Communes à tout le bassin méditerranéen oriental, elles sont servies seules, en soupe, en salade ou en accompagnement. On les trouve sous le nom de kritharáki en grec (Κριθαράκι, « petite orge »), arpa şehriye en turc (« nouille d'orge »), lisan al-usfur en arabe (لسان العصفور, « langue de moineau ») et ptitim en hébreu (פתיתים, « flocons »). Elles sont aussi connues en Alsace sous le nom de riewele.